# Aeroportul Perth (Regatul Unit)
Aeroportul Perth (Regatul Unit) (IATA: PSL, ICAO: EGPT) este un aeroport din Perth and Kinross, Scoția, Regatul Unit ce deservește zona Perth.
Situat la o altitudine de 121 m, aeroportul dispune de 3 piste. Este operat de Royal Air Force.

## Infrastructură

### Piste
Aeroportul dispune de 3 piste: 
- pista 03/21 din asfalt, cu dimensiunile 853 m × 27 m
- pista 09/27 din asfalt, cu dimensiunile 609 m × 22 m
- pista 15/33 din Iarbă, cu dimensiunile 620 m × 36 m